# Arabi creștini

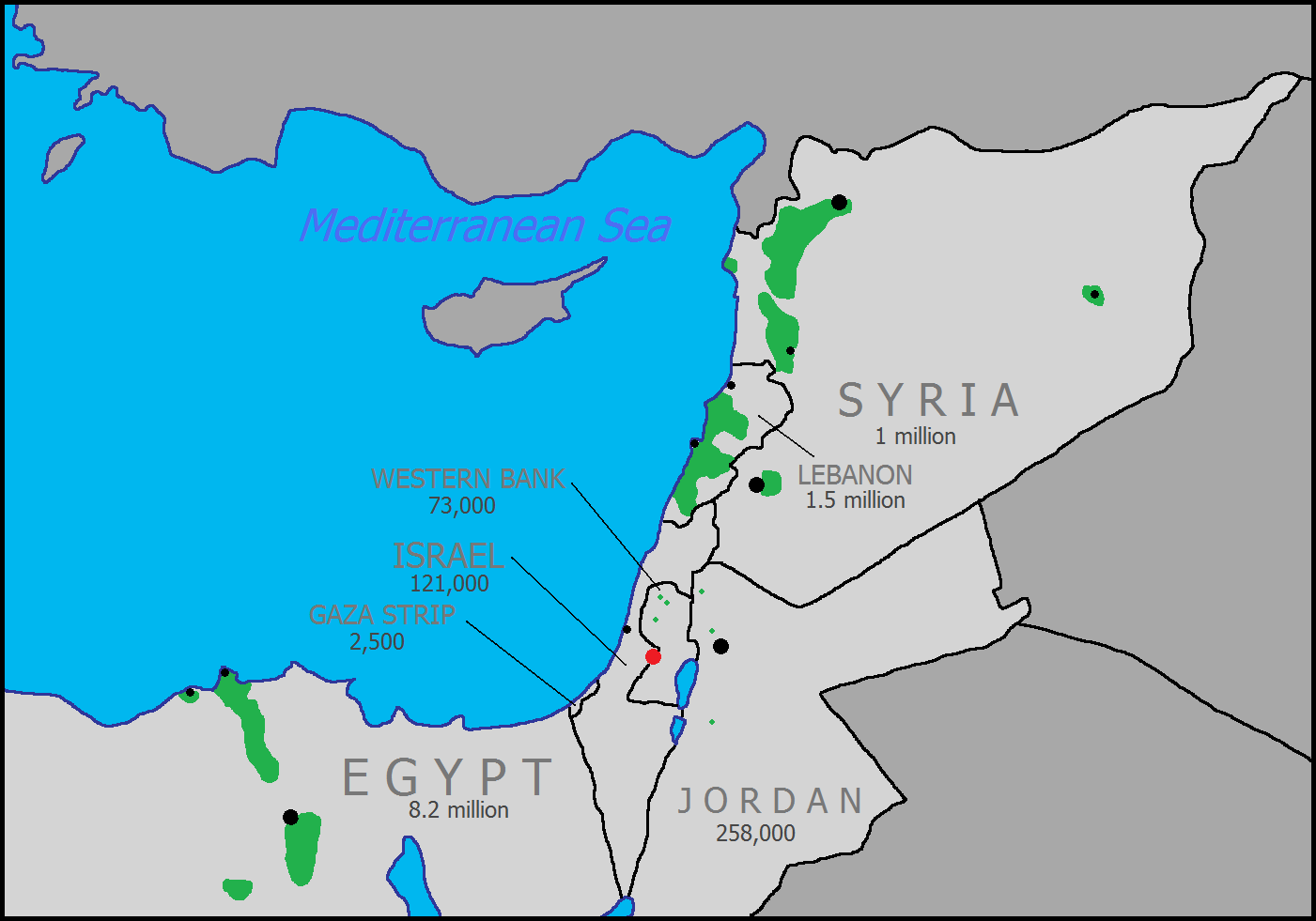
Regiunile populate de Arabi creștini în Orientul Mijlociu

Arabi creștini (în arabă العرب المسيحيين) sunt arabii de religie creștină, cel mai adesea locuitori ai lumii arabe, cu toate că există și o numeroasă diasporă. Ei sunt urmașii anticelor triburi arabe creștine și a celor creștinate.

## Istorie
Mulți dintre creștinii arabi actuali sunt descendenții triburilor arabe creștine pre-islamice, și anume vechile triburi Kahlani și Qahtani din Yemen (Gassanizi, Lahmizi și Banu Judham). Între secolele V și VI Gassanizii, care au adoptat creștinismul monofizit, au creat una dintre cele mai puternice confederații arabe aliate Bizanțului creștin, fiind un "tampon" împotriva triburile păgâne din Arabia. Ultimul rege Lahmid, Al-Numan al III-lea, un vasal al Sasanizilor, în secolul al VI-lea, de asemenea, s-a convertit la creștinism (la o sectă nestoriană). Creștinii arabi au jucat un rol important în al-Nahda (renașterea arabă), și pentru că arabii creștini formau clasele superioare și burgheze educate, ei au avut un impact semnificativ în politică, afaceri și cultură. Cele mai importante figuri ale mișcării al-Nahda au fost arabi creștini. Astăzi, creștinii arabi joacă un rol important în lumea arabă, fiind relativ bogați, bine educați, și au un punct de vedere moderat în domeniul politic.
În urma emigrației importante comunități al creștinilor arabi au apărut în America, mai ales în Brazilia (5% din populație), Argentina, Chile, Mexic, Venezuela, Columbia și SUA.

### Prezent
În prezent, numărul creștinilor arabi care trăiesc în țările arabe este în scădere, pe când numărul lor în Statele Unite, Canada, Australia și Europa de Vest (în principal Franța și Marea Britanie), este în creștere. În special, SUA este casa pentru aproximativ 4 milioane de imigranți din țările arabe, iar marea lor majoritate este formată din arabi creștini. Nu o mai puțin numeroasă comunitate de creștini arabi există și în America Latină.
Motivele pentru declinul în pondere a populației creștine în țările arabe sunt mai multe. Prima dintre ele, este rata natalității mai mică în rândul arabilor creștini occidentalizați, decât a compatrioților lor musulmani. În special, în Israel nu a fost niciodată vreo emigrare semnificativă de creștini arabi, dar cu toate acestea, ponderea lor în rândul populației arabe a țării este în scădere treptată. În momentul în care Israel a obținut independența, proporția creștinilor și musulmanilor în populația arabă era de unul la patru. În prezent, creștinii arabi constituie aproximativ 13% din populația arabă din Israel, aproximativ 130.000 de persoane. În Cisiordania și Fâșia Gaza, în care nu există o emigrarea în masă, cota acestora s-a redus și mai impresionant, numărul creștinilor scăzând în 50 de ani, de la 22% din numărul total al palestinienilor la doar 2%, și continuă să scadă.
Dacă, înainte de a acordurile de pace din 1993, atunci când Betleemul a fost transmis sub autoritatea Autorității Palestiniene, creștinii arabi erau majoritari, atunci în prezent aceștia constituie mai puțin de o treime din locuitorii orașului. În 1999, înainte de Intifada Al-Aqsa, consulatul SUA din Ierusalimul de Est a emis 668 de vize de imigrare, iar în 2000 un număr aproape dublu de 1089. Marea majoritate celor care pleacă fiind creștini arabi.